# Litofita

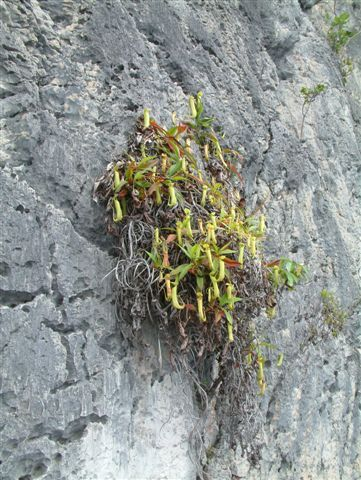

Le litofite sono piante che crescono e si sviluppano utilizzando come supporto le rocce. Questo tipo di piante si nutre prevalentemente di muschio, di nutrienti presenti nell'acqua piovana, strame, e perfino dei propri tessuti morti.
Esempi di litofite sono le Laelie rupicole, numerose specie di felci e epatiche, alcune specie del genere Tillandsia (Bromeliaceae), alcune orchidee dei generi Dendrobium (es. Dendrobium kingianum), Paphiopedilum e Angraecum, molte specie di piante carnivore (Nepenthes spp., Heliamphora spp.,  Pinguicula spp. e Utricularia spp.)